# Adamanteia
Adamanteia era uma das Melíades, ninfas guerreiras que nasceram do esperma de Urano. É irmã de Ida, Adrasteia, Amalteia e Cinosura. Teria ajudado a criar Zeus na ilha de Creta quando era um infante.